# Sveti Ilija
Sveti Ilija – wieś w Chorwacji, w żupanii varażdińskiej, w gminie Sveti Ilija. W 2011 roku liczyła 615 mieszkańców.